# Centre de Sinappi
La centre de Sinappi (finnois : Sinapin leirikeskus) est un centre de camps de vacances construit dans le quartier de Kakskerta à Turku en Finlande.

## Présentation
Le centre de camp est situé sur le rivage de l'île de Kakskerta à environ 25 km du centre-ville, le long de la plage de Vappari. 
Le bâtiment principal actuel de Sinappi a été achevé en 2003.
Sinapi, comprend un bâtiment d'hébergement achevé en 2003 avec 19 chambres doubles. 
Le bâtiment dispose également d'une chapelle, d'une salle à manger, d'espaces de travail collectif et d'un sauna.
Les installations sont adaptées aux personnes âgées, handicapées et aux familles.
Les camps de diaconiesses de l'union paroissiale de Turku et Kaarina sont principalement organisés à Sinappi. 
Le centre du camp organise également des cours de catéchisme.

## Villa Staffans
L'ancien bâtiment principal de Sinappi est la Villa Staffans conçue par le professeur Erik Bryggman en 1945.
L'édifice est à l'origine la villa du conseiller des mines Staffans et il est protégé par la loi sur la protection des bâtiments

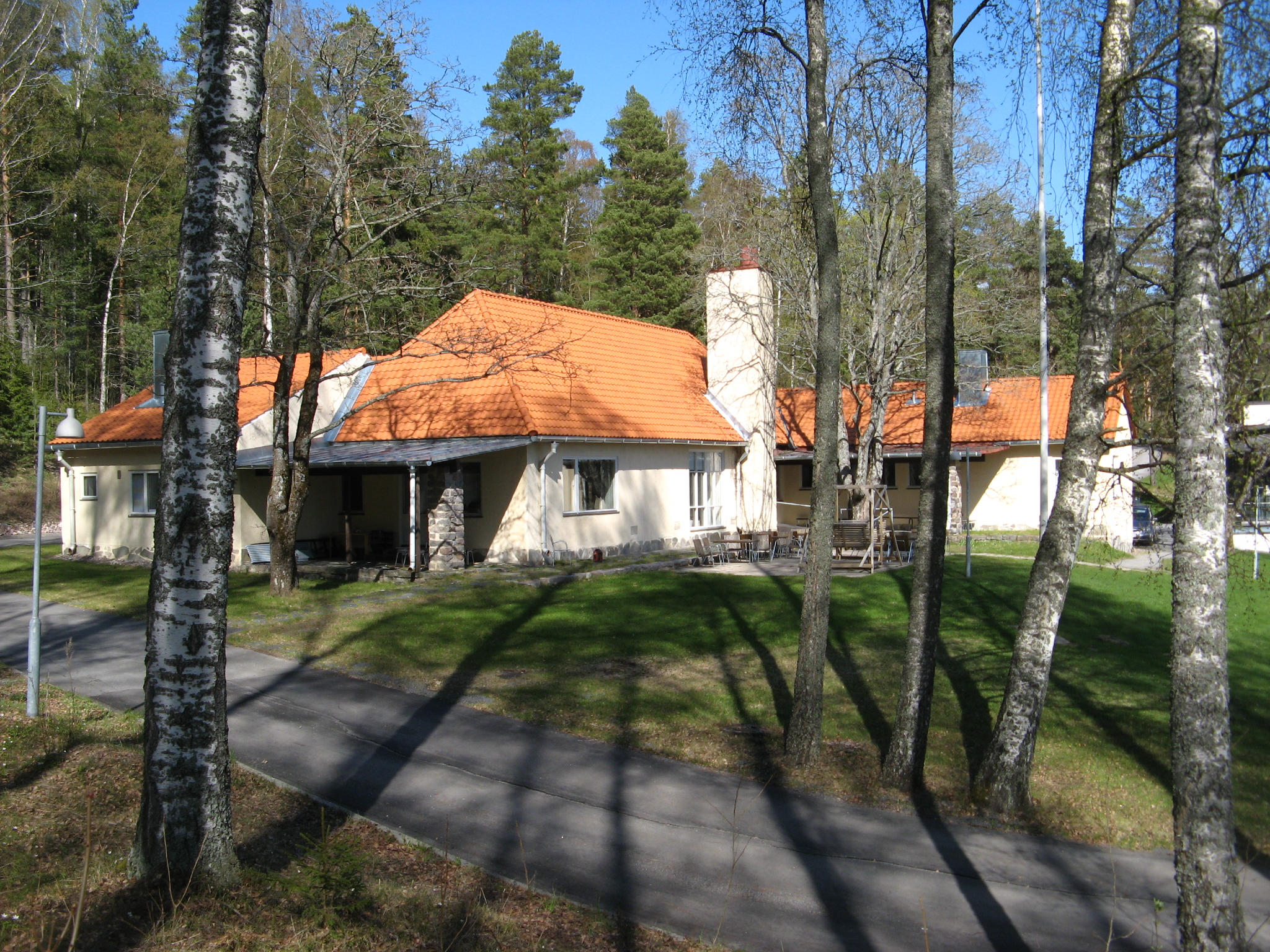
La Villa Staffans.

## Galerie

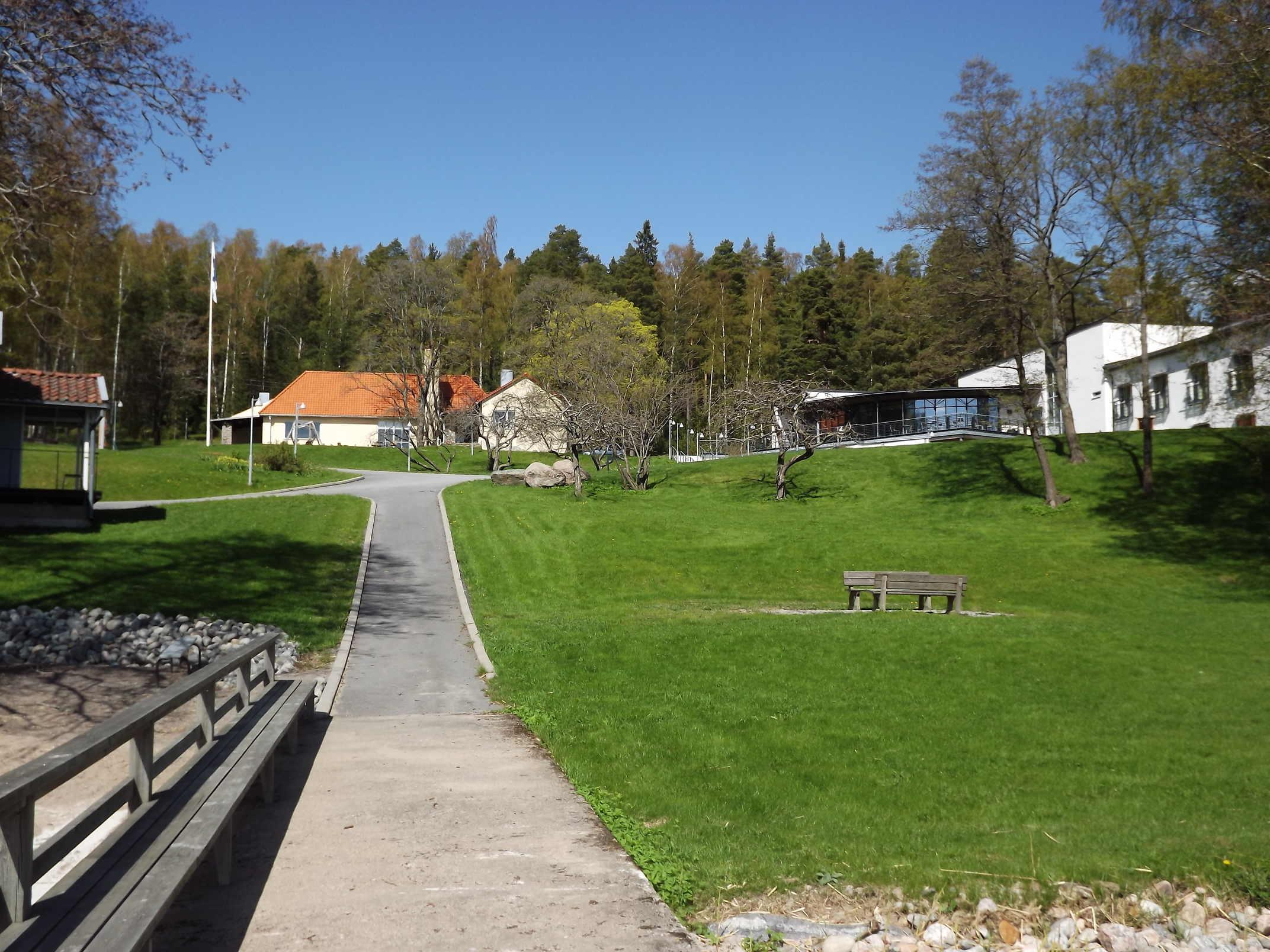
Le centre vu de la jetée[2].
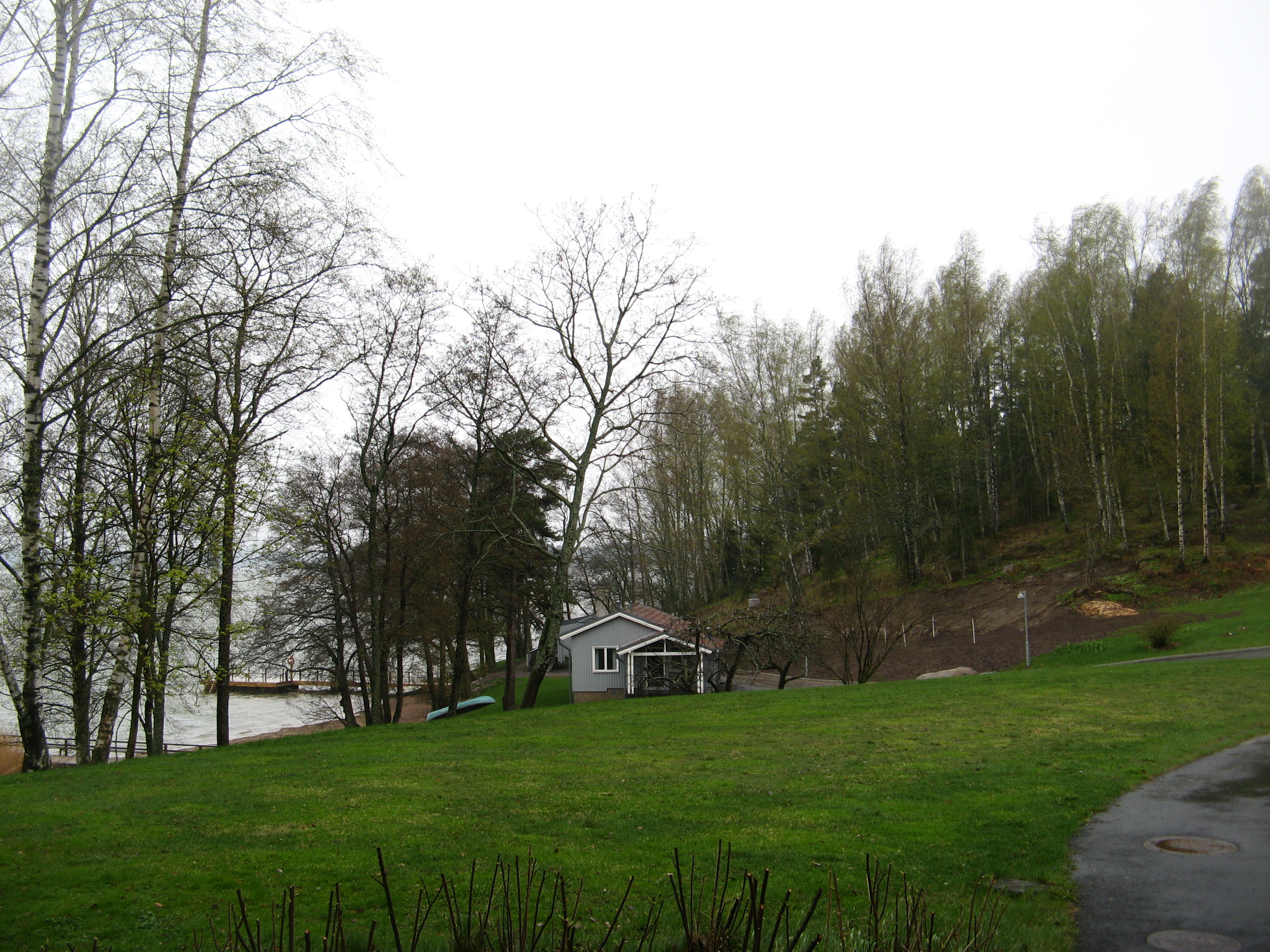
Cours et rive.
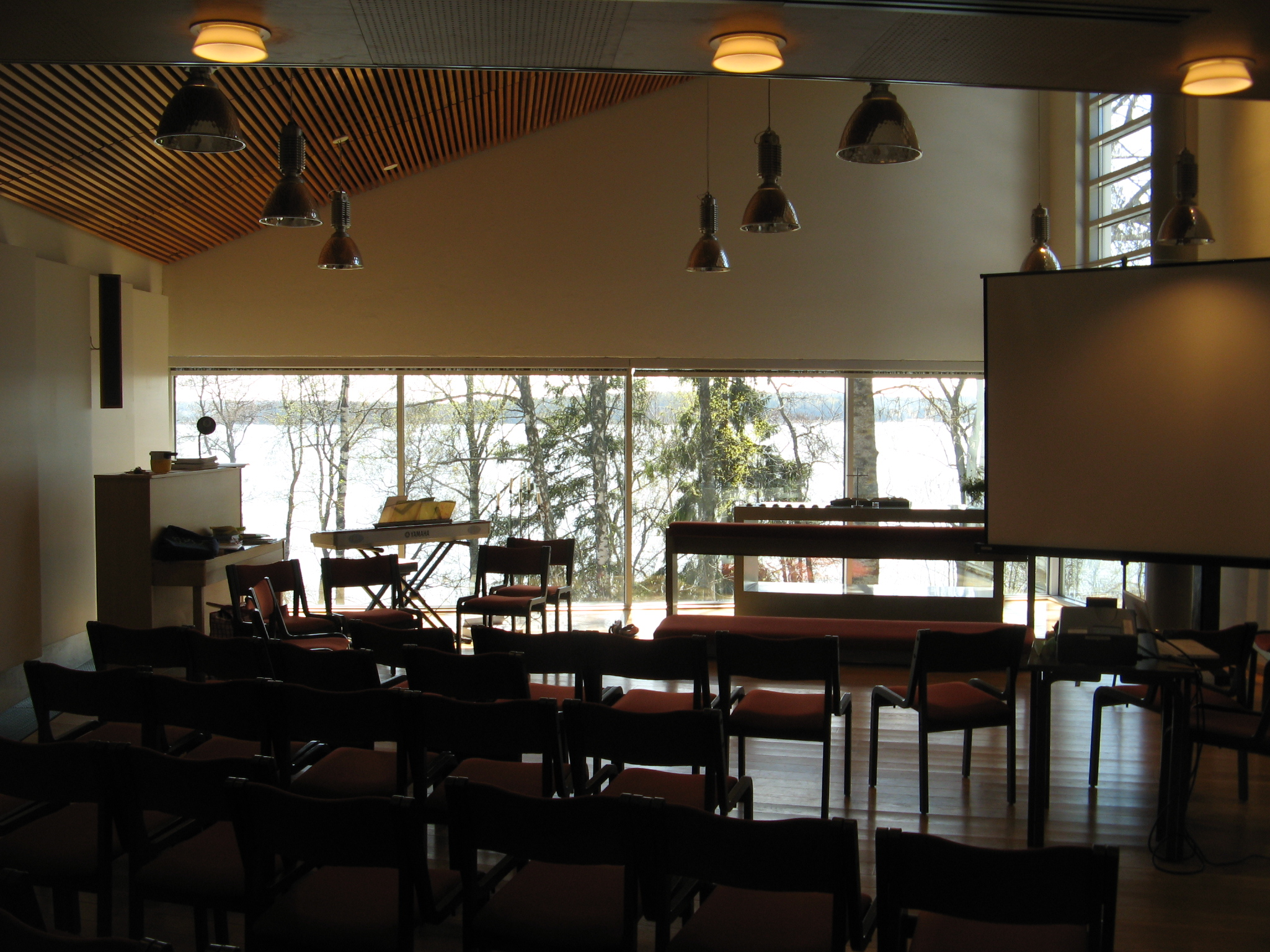
Chapelle.
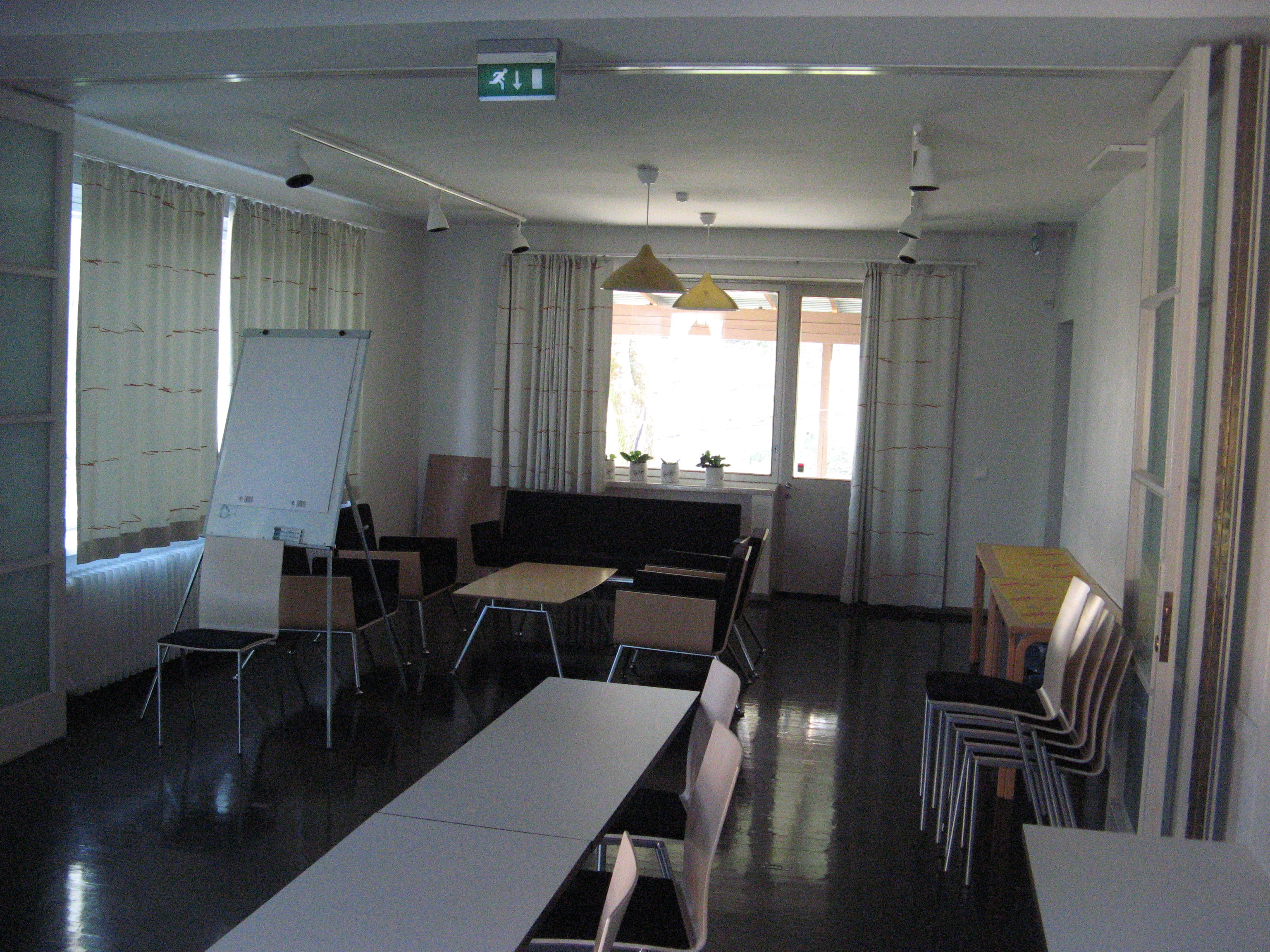
Salle de catéchisme et de réunion.